# لئو فیتزپاتریک
لئو فیتزپاتریک (انگلیسی: Leo Fitzpatrick؛ زادهٔ ۱۰ اوت ۱۹۷۸) هنرپیشه اهل ایالات متحده آمریکا است.

## گزیده فیلمشناسی
- سرمای شب می‌آید (۲۰۱۳)
- فرزندان آشوب (۲۰۱۰) (مجموعه تلویزیونی) (۲ قسمت)
- نام من ارل است (۲۰۰۵-۲۰۰۷) (مجموعه تلویزیونی) (۴ قسمت)
- افق کور (۲۰۰۳)
- وایر (۲۰۰۲–۲۰۰۴) (مجموعه تلویزیونی)
- سرندیپیتی (۲۰۰۱)
- روزی دیگر در بهشت (۱۹۹۷)
- بچه‌ها (۱۹۹۵)